# Nie ma róży bez ognia
Pour plus de détails, voir Fiche technique et Distribution.
Nie ma róży bez ognia (Il n'y a pas de rose sans feu) est un film polonais de Stanisław Bareja sorti en salles le 25 décembre 1974.

## Synopsis
Jan et Wanda Filikiewicz sont obligés de loger dans leur appartement Jerzy Dąbczak, l'ex-mari de Wanda, par la suite d'autres locataires s'installent dans leur foyer: Lusia la femme de Dąbczak, Zenek le fiancé de Lusia et d'autres encore. Dans cette réalité absurde, Dąbczak le malin qui connaît la loi reçoit plus de faveurs de la part des autorités que Filikiewicz, un citoyen honnête.

## Fiche technique
- Titre original : Nie ma róży bez ognia
- Réalisation : Stanisław Bareja
- Scénario : Stanisław Bareja, Jacek Fedorowicz
- Musique : Waldemar Kazanecki
- Photographie : Andrzej Ramlau
- Montage : Alina Faflik
- Décors : Tadeusz Myszorek
- Costumes: Anna Fedorowicz
- Société de production : Zespół Filmowy „Pryzmat”
- Pays d'origine :  Pologne
- Langues originales : polonais
- Genre : Comédie
- Format : couleur  - son mono
- Durée : 91 minutes
- Dates de sortie : 25 décembre 1974

## Distribution
- Jerzy Dobrowolski – Jerzy Dąbczak (l'ex-mari de Wanda)
- Jacek Fedorowicz – Jan Filikiewicz
- Halina Kowalska – Wanda Filikiewicz
- Stanisław Tym – Zenek (le fiancé de Lusia)
- Stanisława Celińska – Lusia
- Mieczysław Czechowicz – le père de Lusia
- Wiesław Gołas – Malinowski (l'homme qui change l'appartement)
- Bronisław Pawlik – l'administrateur
- Wojciech Siemion – le principal
- Henryk Kluba – Bogusław Poganek (le voisin du bas)
- Bohdan Łazuka – Francik (le passager de l'autobus)
- Jan Kobuszewski – le facteur
- Wojciech Pokora – le mari expulsé
- Jan Himilsbach – le gardien du chantier
- Kazimierz Kaczor – l'infirmier de l'asile psychiatrique
- Jadwiga Chojnacka – la marchande
- Ewa Pokas – l'employée de poste
- Maria Chwalibóg – la locataire connue lors de la libation
- Cezary Julski – l'homme du vestiaire
- Monika Sołubianka – la prostituée
- Jolanta Lothe – Korbaczewska
- Krzysztof Kowalewski – le milicien
- Jerzy Januszewicz – le facteur avec un colis pour Dąbczak
- Agnieszka Fitkau-Perepeczko – l'habitante de l'immeuble qui cherche un magasin de produits alimentaires
- Jerzy Moes – l'homme dans le restaurant
- Ewa Jastrzębowska - le femme avec l'enfant